# Liste der Monuments historiques in Cissac-Médoc
Die Liste der Monuments historiques in Cissac-Médoc führt die Monuments historiques in der französischen Gemeinde Cissac-Médoc auf.

## Liste der Bauwerke
| Bezeichnung      | Beschreibung              | Standort | Kennzeichnung | Schutzstatus | Datum | Bild |
| ---------------- | ------------------------- | -------- | ------------- | ------------ | ----- | ---- |
| Kirche Ste-Marie | Erbaut im 12. Jahrhundert | (Lage)   | PA00083519    | Inscrit      | 1925  |      |